# Maurice Rostand

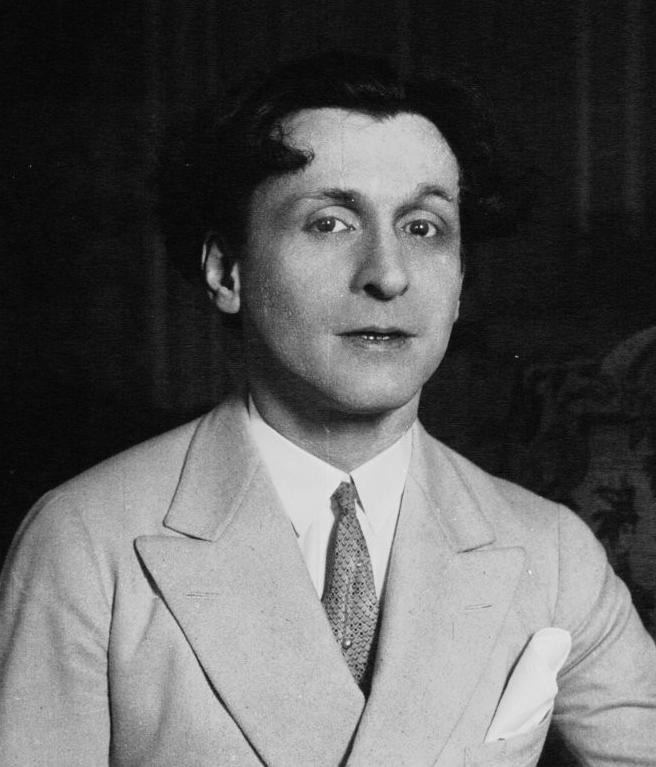
Foto Maurice Rostand, 1928

Maurice Rostand (* 26. Mai 1891 in Paris; † 21. Februar 1968 in Ville-d’Avray) war ein französischer Schriftsteller (Romane, Dramen, Lyrik). Er war der Sohn des Dramatikers Edmond Rostand und der Dichterin Rosemonde Gérard sowie Bruder des Biologen und einflussreichen Intellektuellen Jean Rostand.

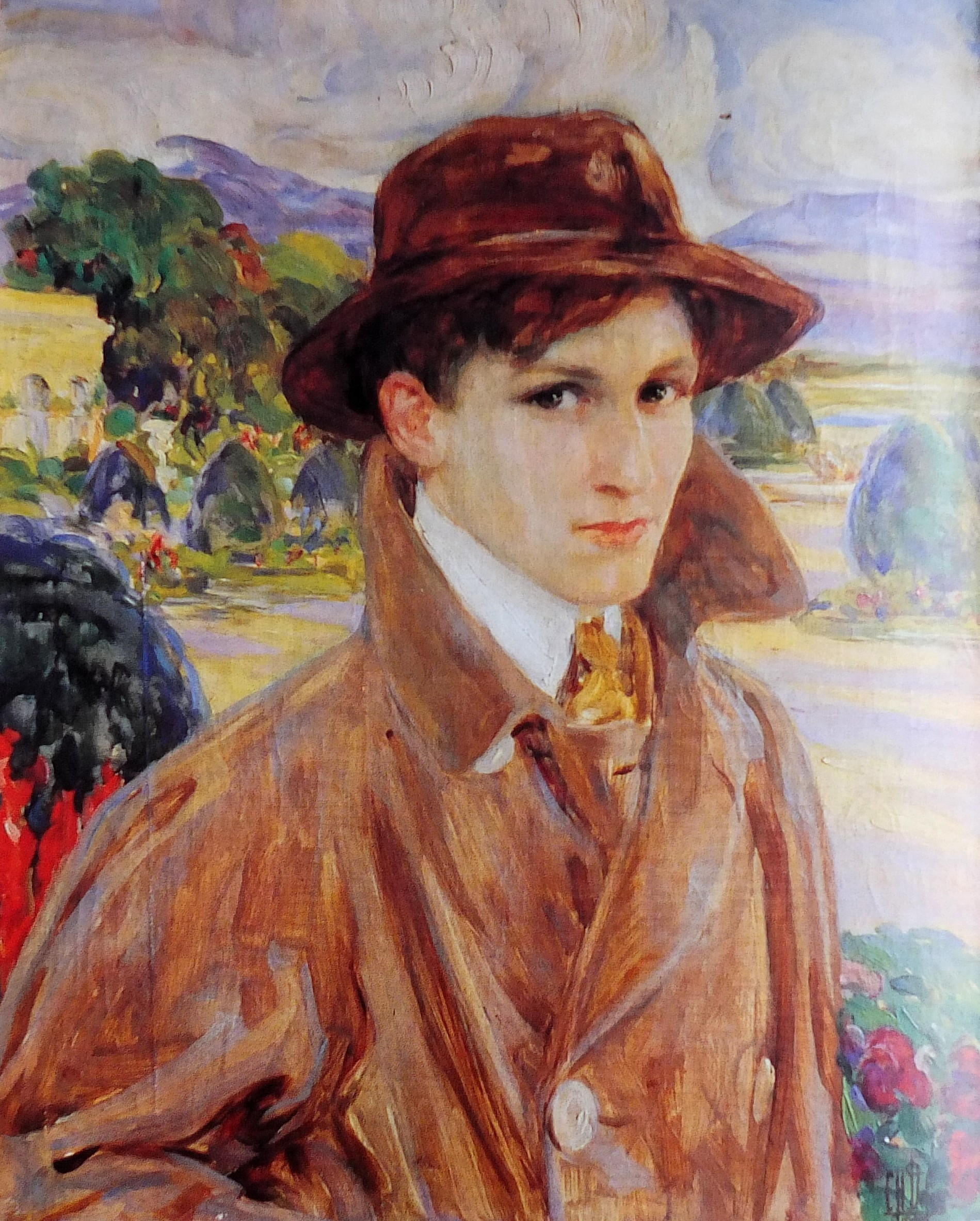
Malerei-Porträt Rostands von Clémentine-Hélène Dufau, 1909

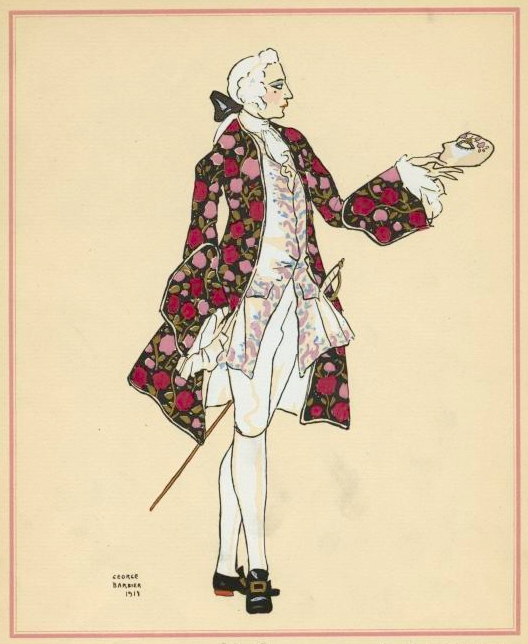
Kostüm für M. Rostands Casanova von George Barbier

## Leben
Bereits als 19-Jähriger veröffentlichte Rostand 1910 seinen ersten Gedichtband, Conversation avec la gloire, poème dialogué. Unterbrochen nur von den Weltkriegsjahren folgten in rascher Folge bis Anfang der 1950er Jahre zahlreiche Romane, Dramen und weitere Lyrikbände.
1933 wurde er literarischer Leiter des Wochenmagazins Séduction.
Er war befreundet mit Jean Cocteau und Lucien Daudet. Darüber hinaus war er einer der prominenten homosexuellen Persönlichkeiten, die in den literarischen Salons der Zwischenkriegszeit verkehrten.
Seine Autobiografie Confession d'un demi-siècle publizierte er 1948. Begraben liegt der Schriftsteller  auf dem Pariser Prominenten-Friedhof Cimetière de Passy.

## Werke
Romane
- Le pilori. roman. Flammarion, Paris 1921.
- L' ange du suicide. roman. Flammarion, Paris 1926.
- L' Homme que j'ai fait naître. roman. Flammarion, Paris 1931.
- Le second werther. roman. Ferenczi et fils, Paris 1932.
- La femme qui était en lui. roman. Flammarion, Paris 1933.

Erzählungen
- La messe de cinq heures.  A. Michel, Paris 1921.

Dramen
- La Gloire: pièce en trois actes, en vers, Illustrations, Paris 1921.
- La Mort de Molière, poème dramatique en un acte, Illustrations, Paris 1922. Uraufführung Théâtre Sarah Bernhardt, 1922.
- Le masque de fer: pièce en quatre actes, en vers,  Illustrations, Paris 1923
- Le Secret du Sphinx: pièce en 4 actes, Flammarion, Paris 1924
- Le dernier tzar: pièce en quatre actes et cinq tableaux, en vers. Flammarion, Paris 1929.
- Monsieur de Letoriere: Piece en Quatre Actes et Cinq Tableaux en Vers, Fasquelle, Paris 1931
- Le procès d'Oscar Wilde: pièce en trois actes.  Flammarion, Paris 1935.
- Catherine empereur: pièce en cinq tableaux. Les Éditions Théatrales, Paris 1938.
- Charlotte et Maximilien: pièce en six tableaux, en prose.  Nagel, Paris 1945.
- Madame Récamier. L'homme que j'ai tué, Nagel, Paris 1950.

Lyrik
- Conversation avec la gloire, poème dialogué, Paris 1910.
- Poèmes. E. Fasquelle, Paris 1911.
- La Page de la vie, poèmes, Paris 1913.
- Les Insomnies. Poemes 1914-1923, 1923.
- Morbidezza: poésies. Flammarion, Paris 1929.
- Il ne faut plus jamais, 1937.
- Poèsies complètes, 1910-1948, Lyrik. Flammarion, Paris 1950.

Biografien
- La vie amoureuse de Casanova. Flammarion, Paris 1924.
- Confession d'un demi-siècle, Autobiografie. 1948
- Sarah Bernhardt, Biografie,  Calmann-Lévy, Paris 1950

## Belege
1. ↑  Nationalbibliothek Paris
2. ↑  Archivierte Kopie (Memento des Originals vom 8. Januar 2010 im Internet Archive)  Info: Der Archivlink wurde automatisch eingesetzt und noch nicht geprüft. Bitte prüfe Original- und Archivlink gemäß Anleitung und entferne dann diesen Hinweis.
3. ↑  Archivierte Kopie (Memento des Originals vom 6. Februar 2015 im Internet Archive)  Info: Der Archivlink wurde automatisch eingesetzt und noch nicht geprüft. Bitte prüfe Original- und Archivlink gemäß Anleitung und entferne dann diesen Hinweis.

| Personendaten    | Personendaten                                        |
| ---------------- | ---------------------------------------------------- |
| NAME             | Rostand, Maurice                                     |
| KURZBESCHREIBUNG | französischer Schriftsteller (Romane, Dramen, Lyrik) |
| GEBURTSDATUM     | 26. Mai 1891                                         |
| GEBURTSORT       | Paris                                                |
| STERBEDATUM      | 21. Februar 1968                                     |
| STERBEORT        | Ville-d’Avray                                        |